# 1897 في فرنسا
فيما يلي قوائم الأحداث التي وقعت خلال عام 1897 في فرنسا.

## رياضة
- 18 أبريل – سباق باريس روبيه 1897 الفائزون ميشيل فريدريك، Mathieu Cordang [الإنجليزية]‏، موريس غارين.

## ظهور
- 1 يناير – سيرانو دي برجراك

## كتب
من الكتب التي صدرت هذه السنة في فرنسا:
- 1 يناير – أبو الهول الجليدي من تأليف جول فيرن.

## مواليد

### يناير
- 1 يناير – برنارد نابون كاتب فرنسي.
- 1 يناير – لويس ريارد مهندس فرنسي.
- 23 يناير – لويس إمبرغر عالم نبات فرنسي.

### فبراير
- 27 فبراير – بيرنار ليو عالم فلك فرنسي.

### مارس
- 7 مارس – فرنسوا دي رو كاتب فرنسي.

### أبريل
- 21 أبريل – لويز شوفالييه ممثلة فرنسية.

### مايو
- 15 مايو – رودولف شوارتز مهندس معماري ألماني.

### يونيو
- 24 يونيو – أدرينه توماس

### سبتمبر
- 1 سبتمبر – بيير بونيت
- 10 سبتمبر – جورج باطاي
- 12 سبتمبر – إيرين جوليو-كوري

### أكتوبر
- 3 أكتوبر – لويس أراغون

### نوفمبر
- 30 نوفمبر – أندريه أوبرفيل عالم نبات فرنسي.

## وفيات

### يناير
- 1 يناير – فرنسوا دوفور (مواليد 1824)
- 16 يناير – بول لويس دوروزييه (مواليد 1826) طبيب فرنسي.

### فبراير
- 7 فبراير – كلود جوردن (مواليد 1814) عالم نبات فرنسي.
- 25 فبراير – كورنيلي فالكون (مواليد 1814)

### يوليو
- 6 يوليو – هنري ميلهاك (مواليد 1831)

### سبتمبر
- 30 سبتمبر – تيريز دو ليزيو (مواليد 1873) راهبة فرنسية.

### ديسمبر
- 16 ديسمبر – ألفونس دوديه (مواليد 1840) روائي فرنسي.